# Lewisia longipetala
Lewisia longipetala är en källörtsväxtart som först beskrevs av Charles Vancouver Piper, och fick sitt nu gällande namn av Keith Clay. Lewisia longipetala ingår i släktet Lewisia och familjen källörtsväxter. Inga underarter finns listade i Catalogue of Life.

## Bildgalleri

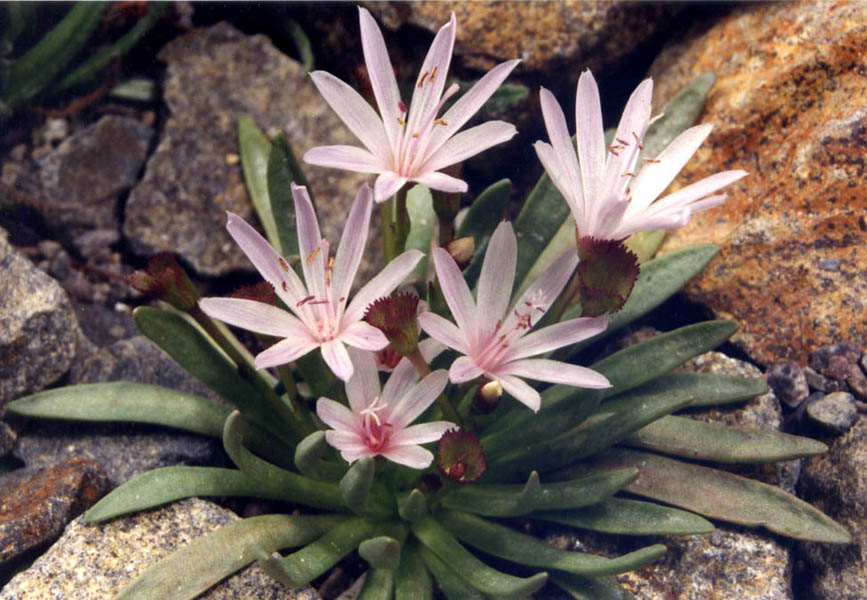